# CAT-Testsystem
Das CAT-Testsystem (Abkürzung für Computer-Assistiertes Testen) ist ein System der computerunterstützten Psychodiagnostik, das eine Plattform für die Durchführung vielfältiger psychologischer Testverfahren bietet. Es wurde ursprünglich als Initiative der Bundeswehr entwickelt, dann von GiKOM CSE Bonn und jetzt von Conet Solutions GmbH betreut.

## Aufgabe
Je nach Bedarf können die Nutzer eigene Testverfahren in das System einpflegen oder auch kommerziell erhältliche Testverfahren integrieren.
Der Leistungsumfang von CAT reicht dabei über die Ablaufsteuerung einzelner Testverfahren deutlich hinaus. CAT ermöglicht die Datenverwaltung von großen Mengen getesteter Personen (Probanden). Dabei können durch Verknüpfung mit anderen Datenhaltungssystemen die in CAT entstandenen Testdaten mit beliebigen anderen Daten zur Erhöhung der Entscheidungssicherheit in der Diagnostik angereichert werden.
Die Kombination aller verfügbaren Daten kann zur Steuerung der Vorgabe von Testverfahren eingesetzt werden. Diese Funktionalität ermöglicht es, den Probanden programmgesteuert genau jene Testverfahren vorzugeben, die zum Treffen der gewünschten diagnostischen Entscheidung notwendig sind. Schließlich ist es auch möglich, die in CAT entstandenen Daten in beliebiger Form aufzubereiten und an andere Datenhaltungssysteme weiterzugeben.
Somit bietet das CAT-Testsystem alle Möglichkeiten zur Vorbereitung, Durchführung und Nachbereitung der computerunterstützten psychologischen Diagnostik – gerade für Organisationen mit einer hohen Anzahl zu testender Personen.

## Geschichte
Das CAT-Testsystem ist in den 1980er Jahren als Initiative des Psychologischen Dienstes der Bundeswehr entstanden. In den folgenden Jahren wurde das System kontinuierlich verbessert und den geänderten Anforderungen und Erkenntnissen der psychologischen Diagnostik (z. B. durch die Einführung adaptiven Testens) angepasst. Seit einigen Jahren werden die softwaretechnischen Anpassungen zentral durch die GiKOM CSE AG in Bonn konzipiert und realisiert.
Während dieses Zeitraums ist eine ganze Reihe zusätzlicher Mitglieder in den Nutzerkreis von CAT aufgenommen worden. Diese Institutionen mit ihren jeweiligen spezifischen Anforderungen an die psychologische Diagnostik haben immer neue Impulse für die Verbesserung und Erweiterung des Systems gegeben. Auf diese Weise ist ein mächtiges und bewährtes System entstanden, welches derzeit in der 5. Generation im Einsatz ist und als CAT5 bezeichnet wird.

## Aktuelle Entwicklungen
Neben den laufenden Anpassungen an aktuelle diagnostische Entwicklungen wie der Nutzung multimedialer Elemente und der Erweiterung der testmethodischen Funktionalitäten ist hier vor allem die Ermöglichung des webbasierten Testens, also die Integration einer eAssessment-Komponente, zu erwähnen.
Diese Erweiterung bietet den Nutzern von CAT die Möglichkeit, verschiedene Daten von Probanden auch außerhalb der bisher genutzten örtlich gebundenen Testräume zu erhalten sowie im Vorfeld eine Vorselektion vorzunehmen, welche die Wirtschaftlichkeit steigert.

## CAT-Usergroup
Zurzeit wird das CAT-Testsystem hauptsächlich in Deutschland und dem deutschsprachigen Ausland eingesetzt. Die somit entstandene Interessengemeinschaft von Nutzern nennt sich CAT-Usergroup und kommuniziert über ein eigenes Portal.
Aktuell gehören die folgenden Mitglieder zur CAT-Usergroup (Stand 23. Februar 2024):
- Psychologischer Dienst der Bundeswehr
- Psychologischer Dienst der Bundesagentur für Arbeit
- Bundesministerium für Landesverteidigung (Österreich)
- Schweizer Armee
- Polizei NRW

Einmal jährlich treffen die zur CAT-Usergroup gehörenden Spezialisten aus Psychologie und IT zu einem gemeinsamen, zweitägigen Symposium zusammen – dem sogenannten CAT-Usertreffen – und informieren einander über den aktuellen Stand sowie geplante Entwicklungen. Hierbei werden Synergiepotentiale identifiziert und gemeinsame Vorhaben geplant.

## Aufbau einer CAT-Anlage
Der Aufbau eine CAT-Anlage stellt sich bei allen Mitgliedern überwiegend einheitlich wie folgt dar

Aufbau einer CAT-Anlage

- CAT-Probandenarbeitsplatz

Am Probandenarbeitsplatz werden die psychologischen Testverfahren dem Probanden präsentiert und von diesem bearbeitet. Als Eingabegeräte können sowohl Tastatur, Maus, Touchscreen oder Spezialgeräte dienen. An einer CAT-Anlage können bis zu 100 Probandenarbeitsplätze angeschlossen sein.
- CAT-Steuerplatz

Der Steuerplatz ist die Zentrale für den Untersuchungsleiter. Von hier steuert und überwacht der Untersuchungsleiter sämtliche Probandenarbeitsplätze eines Testraums. Hier kann der Untersuchungsleiter sowohl aktiv als auch vom Probanden initiiert in den Ablauf der Untersuchung eingreifen. Eine einzelne CAT-Anlage kann zur Durchführung von Untersuchungen in mehreren, physisch getrennten Räumen genutzt werden. Jeder Raum benötigt einen eigenen Steuerplatz.
- CAT-Verwaltungsplatz

Am Verwaltungsarbeitsplatz werden die administrativen Tätigkeiten vorgenommen. Diese umfassen unter anderem das Erfassen von Probanden, die Erzeugung von Auswertungen sowie die Steuerung von Schnittstellen zu angeschlossenen Systemen.
- CAT-Server

Der CAT-Server dient in erster Linie der Haltung von Untersuchungsergebnissen sowie als Kommunikationszentrale zwischen den angeschlossenen funktionalen Einheiten. Zusätzlich ist hier auch zentral und sicher die sogenannte Psychware hinterlegt. Psychware ist der Sammelbegriff für sämtliche Informationen und Medien, die zur Durchführung und Auswertung von psychologischen Testverfahren notwendig sind.
- CAT-ShareServer

Bei dem CAT-Shareserver handelt es sich um einen optionalen Bestandteil einer CAT-Anlage. Er dient als Sammelpunkt für alle angeschlossenen CAT-Server und somit CAT-Anlagen. Er bietet die unterschiedlichsten Services, wie z. B. die Bereitstellung von Stichproben, Informationen zur Bewährungskontrolle sowie die Ermittlung von Itemparametern. Aktuell in Entwicklung befindet sich eine neue Funktion, welche automatisiert Auffälligkeiten in den Untersuchungsergebnissen identifiziert. Eine potentielle Auffälligkeit stellt hierbei beispielsweise dar, dass ein Item im aktiven Überwachungszeitraum deutlich häufiger korrekt beantwortet wurde als es in derselben Personengruppe in einem längeren Zeitraum der Fall war.

## Vorteile
Die hohe Flexibilität des Systems verbunden mit den laufenden technischen und psychologisch-methodischen Verbesserungen bietet den Nutzern alle Freiheiten beim Einsatz von Testverfahren. Durch die weitgehend innerhalb der Nutzergemeinschaft weitgehend einheitliche Architektur des Systems ist zudem ein relativ kostengünstiger Einsatz sowie die Gewinnung von Synergieeffekten möglich.
So können Weiterentwicklungen, welche durch ein Mitglied der Gemeinschaft initiiert wurden, durch andere Mitglieder mit erheblich reduziertem Aufwand genutzt werden. Auf diese Weise werden die Entwicklungs- und Pflegekosten auf mehrere Schultern verteilt.

## Nachteile
Durch die umfangreichen Funktionalitäten des Systems bietet sich der Einsatz von CAT nur bei regelmäßigen Testungen und höheren Probandenzahlen an. Bei einem Einsatz z. B. im universitären Kontext zu Forschungszwecken mit Fallzahlen von 200 bis 300 Probanden pro Jahr können die Vorteile des Systems kaum ausgenutzt werden, so dass dort wohl weiterhin auf bewährte Methoden der Papier-und-Bleistift-Testung oder eigenentwickelte Computerprogramme zurückgegriffen werden wird.